# Szarvashegy
A Szarvashegy Szentendre egyik fiatal városrésze.

## Fekvése
A város északnyugati csücskében helyezkedik el, a Visegrádi-hegység vonulatai között, a Sztaravoda-patak és a Száraz-patak völgyei által közrefogva, a 11 112-es mellékút (Szarvashegyi út) mentén.

## Története
Benépesülése a szocializmus idején kezdődött, eleinte hétvégi telkekkel, kisebb üdülőkkel. Később az üdülőházak mellett, illetve azok helyén megjelentek a családi házak.

## Népszerű látnivalók a közelben
- Szentendrei Skanzen
- Sztaravoda-forrás
- Sztaravoda-patak
- Izbég